# Manuel Múrias
Manuel Maria Múrias Júnior (Carrazeda de Ansiães, 3 de Abril de 1900 — Anjos, Lisboa, 23 de Julho de 1960) foi um político e publicista português.

## Biografia
Nascido em Carrazeda de Ansiães, Distrito de Bragança, a 3 de abril de 1900, foi batizado nessa localidade a 27 de maio de 1902, filho de Manuel Maria Múrias, escrivão de Direito e tabelião da Comarca de Carrazeda de Ansiães, natural de Travanca (Mogadouro), e de Emília de Jesus Moutinho, natural de Seixo de Ansiães.
Cedo foi para Lisboa, cidade onde se licenciou, em 1922, em filologia românica pela Faculdade de Letras da Universidade de Lisboa, enveredando pela carreira docente, atingindo o cargo de professor efectivo da Escola do Magistério Primário de Lisboa. Em 1923, foi publicado em livro O Seiscentismo em Portugal, trabalho que resulta do desenvolvimento da sua tese de licenciatura, alvo de forte discussão na imprensa intelectual da época. O trabalho de Múrias foi fortemente criticado por António Sérgio, na revista Lusitânia, devido ao alegado foco excessivo no eruditismo, revisionismo histórico e antirracionalismo. Sérgio logo entrou numa polémica com António Sardinha, que defendeu o trabalho de Manuel Múrias, com nova resposta de Sérgio na Seara Nova após a morte de Sardinha. Múrias, por sua vez, respondeu criticamente a António Sérgio quando dirigia a revista Nação Portuguesa. Se, inicialmente, o pensamento de Múrias se aproxima do de António Sardinha, numa conceção universalista da vocação colonizadora portuguesa, associada à teoria hispanista defendida por Sardinha, numa fase mais avançada acaba por defender a posição de Portugal num eixo atlântico (juntamente com África e o Brasil), de vocação teleológica, com vista ao cumprimento de Portugal como nação.
A 23 de julho de 1925, casou em Lisboa com Aurora Joaquina Lebroto Baptista, natural de Lisboa, filha de Abílio Damásio Baptista, natural de Serpa, e de Acácia Lebroto, natural de Lisboa e batizada em Santarém.
Aderiu à segunda geração do Integralismo Lusitano. Esteve envolvido com o grupo civil que apoiou várias das tentativas revolucionárias contra a Primeira República Portuguesa, afirmando-se que a proclamação que o general Gomes da Costa difundiu em Braga no lançamento do Golpe de 28 de Maio de 1926 foi redigida por Manuel Múrias. Tem também colaboração na revista Ordem Nova  (1926-1927). Acabou por se desvincular do Integralismo Lusitano em 1928, juntamente com Pedro Teotónio Pereira, António Rodrigues Cavalheiro e Marcello Caetano.
Na década de 1930, fez-se membro do Movimento Nacional Sindicalista, cujo Grande Conselho integrou. Cedo se distinguiu como escritor e publicista, sendo uma das vozes mais ouvidas na defesa dos ideais do integralismo e da visão nacionalista que esteve na origem do Estado Novo, o qual encarava como "restauração cultural" para fazer face à crise de nacionalidade deixava pela Primeira República. Afastou-se do Movimento Nacional Sindicalista e liderou o grupo de Camisas Azuis que apoiou abertamente António de Oliveira Salazar e o não retorno à democracia após a Ditadura Nacional, sendo acompanhado nesta linha, entre outros, por José Cabral, Costa Leite e Eusébio Tamagnini. Coube-lhe dirigir o periódico ligado ao grupo, o Revolução Nacional (1934). Em 1933, afastou-se dos Camisas Azuis e passou a integrar a União Nacional.
A 5 de outubro de 1937, foi agraciado com o grau de Comendador da Ordem Militar de Sant'Iago da Espada.
Esse destaque, o seu ideário conservador e nacionalista, assente da necessidade de afirmação da "especificidade nacional" de Portugal, e o seu claro apoio às teses salazaristas levaram a fosse escolhido para dirigir, de 1943 a 1956, o Diário da Manhã, órgão oficial da União Nacional, o agrupamento político que suportava a ditadura, sendo o principal publicista do regime. Nessas funções, dirigiu as revistas A Nação Portuguesa e Ocidente e mais tarde o jornal Acção.
O seu trabalho de publicista levou-o a integrar diversas comissões, entre elas a Comissão Nacional das Comemorações Centenárias (1939-1940) tendo colaborado na Revista dos Centenários publicada por ocasião da Exposição do Mundo Português, e secretário-geral da comissão organizadora do Congresso do Mundo Português. Para essas comissões, dedicou-se à escrita sobre temas da história da expansão portuguesa, publicando diversos estudos sobre a história portuguesa dos séculos XVI e XVII, em especial sobre questões do colonialismo português, tema sobre o qual escreveu vários artigos publicados pela Agência Geral das Colónias. Da sua obra escrita, consta um notório antissemitismo que, embora não central na sua obra, está presente em trabalhos como O Seiscentismo em Portugal e Portugal:Império.
Entre os seus estudos de história conta-se a colaboração com António Baião e Hernâni Cidade na edição da História da Expansão Portuguesa no Mundo, obra editada entre 1937 e 1940. Também é autor das obras Portugal: Império (1939), História Breve da Colonização Portuguesa (1940) e A Restauração e o Império Colonial Português (1942).
Também se dedicou à actividade política, tendo sido deputado à Assembleia Nacional, onde foi um dos mais destacados ideólogos do regime, entre 1942 e 1957, cumprindo quatro legislaturas. Paralelamente, desempenhou diversos outros cargos e funções, entre os quais o de secretário e vogal da Junta de Educação Nacional, inspetor do ensino colonial, de director do Arquivo Histórico Ultramarino e censor da Academia Portuguesa da História.
Foi sócio da Academia Portuguesa da História. Publicou alguns livros, de intenção histórica e ideológica:
- O Seiscentismo em Portugal, 1923 (a partir da sua tese de licenciatura);[3]
- Portugal: Império, 1939;[3]
- História Breve da Colonização Portuguesa, 1940 (por ocasião da Exposição do Mundo Português, tendo sido publicado pela comissão dela encarregada).[3]

Morreu a 23 de julho de 1960, na freguesia dos Anjos, em Lisboa.